# Lepoglava
Lepoglava er en by og kommune i i distriktet Varaždin i det nordlige Kroatien, sydvest for Varaždin, vest for Ivanec og nordøst for Krapina.

## Befolkning
Kommunen havde 8.283 efter folketællingen 2011 indbyggere fordelt i nedenstående landsbyer og bebyggelser:
- Bednjica, 209 indb.
- Crkovec, 188 indb.
- Donja Višnjica, 542 indb.
- Gornja Višnjica, 271 indb.
- Jazbina Višnjička, 25 indb.
- Kamenica, indb. 141 indb.
- Kamenički Vrhovec, 205 indb.
- Kameničko Podgorje, 322 indb.
- Lepoglava, 4,174 indb.
- Muričevec, 195 indb.
- Očura, 188 indb.
- Viletinec, 173 indb.
- Vulišinec, 237 indb.
- Zalužje, 162 indb.
- Zlogonje, 412 indb.
- Žarovnica, 839 indb.

## Historie
Lepoglava er nok mest kendt for at huse det største kroatiske fængsel, Lepoglava-fængslet. I 1854 blev et kloster tilhørende Paulinerfædrene omdannet til et fængsel af myndighederne. I det tyvende århundrede blev fængslet brugt til at internere politiske fanger af myndighederne i Kongeriget Jugoslavien, Den Uafhængige Stat Kroatien og SFR Jugoslavien..
Under Anden Verdenskrig blev Lepoglava koncentrationslejr bygget af Ustashe, og omkring 2.000 fanger blev myrdet der.